# Dovolání
Dovolání je mimořádný opravný prostředek, jímž lze napadnout pravomocné rozhodnutí odvolacího soudu v civilním i trestním řízení. Podané dovolání nemá odkladný (suspenzivní) účinek, tzn. předcházející rozhodnutí zůstává pravomocné. Dovolací soud však může, pokud k tomu shledá závažné důvody, odložit jeho vykonatelnost, v civilním procesu pak zcela výjimečně i právní moc.
Dalšími opravnými  prostředky, které právní nauka považuje za mimořádné, jsou v soudním řízení návrh na obnovu řízení, jen v trestních věcech stížnost pro porušení zákona a jen v civilních věcech žaloba pro zmatečnost. Ve správním soudnictví je obdobou dovolání kasační stížnost.

## Historie
Dovolání (revize) bylo právním řádem připuštěno až do roku 1949, ovšem jen jako řádný opravný prostředek v rámci tehdy existujícího třístupňového civilního soudnictví. Vzhledem ke „zlidovění soudnictví“ bylo odstraněno a vrátilo se až roku 1992, kdy nahradilo do té doby existující mimořádný opravný prostředek, občanskoprávní stížnost pro porušení zákona, kterou ale mohl podat pouze generální prokurátor nebo ministr spravedlnosti, účastníci řízení jí nedisponovali. Jako mimořádný opravný prostředek v trestním řízení pak bylo dovolání zakotveno dokonce až roku 2002.

## Dovolací důvody
Dříve byla přípustnost občanskoprávního dovolání striktně omezena výčtem přípustných dovolacích důvodů: typicky se jako dovolací důvody připouštěly některé závažné procesní vady v předchozím řízení nebo nesprávné hmotněprávní posouzení věci, případně jestliže měla věc zásadní právní význam a dovolací soud se k takové problematice ještě jasně nevyslovil. Tento poslední důvod ale Ústavní soud ke konci roku 2012 zrušil a na jeho základě byla k 1. lednu 2013 přijata nová úprava občanskoprávního dovolání. Pro trestní řízení platí dosavadní úprava, založená na nesprávném právním posouzení věci, uložení nezákonného trestu či trestu odnětí svobody na doživotí a na taxativně vyjmenovaných závažných procesních vadách dosavadního řízení.
V civilním procesu je dovolání nově přípustné tehdy, pokud se odvolací soud odchýlil od ustálené rozhodovací praxe dovolacího soudu nebo která v rozhodování dovolacího soudu dosud nebyla vyřešena nebo je dovolacím soudem rozhodována rozdílně anebo má-li být dovolacím soudem vyřešená právní otázka posouzena jinak. Jde tedy pouze o vytváření či sjednocování judikatury, přípustnost dovolání proto zkoumá jen dovolací soud. V některých taxativně vyjmenovaných případech, např. je-li přípustná žaloba pro zmatečnost nebo nepřevyšuje-li obecně plnění 50 000 Kč, však není dovolání přípustné vůbec. Kromě toho dovolacím důvodem zásadně nemůže být nesprávnost skutkových zjištění, institut dovolání je zaměřen pouze na otázky právní.

## Dovolací řízení
Dovolacím soudem je v České republice jen Nejvyšší soud (až do konce roku 1995 o dovoláních rozhodoval také Vrchní soud v Praze). Ten většinu dovolání odmítá bez jednání pro bezdůvodnost, a to i přesto, že dovolatel musí být zásadně zastoupen advokátem, případně notářem v rámci jeho činnosti, jestliže sám nemá vysokoškolské právnické vzdělání. V trestním řízení lze dovolání vždy podat pouze prostřednictvím obhájce.
Dovolací soud prakticky nepřezkoumává skutková zjištění, neprovádí dokazování a rozhoduje jen na podkladě spisového materiálu, zkoumá tedy pouze právní stránku, zpravidla bez jednání. Řízení o dovolání má výrazně revizní charakter, jelikož řeší otázky hmotného i procesního práva: dovolání buď zjednodušenou procedurou jako nepřípustné odmítne, nebo ho jako nedůvodné zamítne a napadené rozhodnutí tím potvrdí, anebo mu vyhoví a napadené rozhodnutí zruší. V takovém případě pak přikáže nižším soudům znovu věc v potřebném rozsahu projednat a rozhodnout, přičemž právní názor dovolacího soudu je pro ně závazný. Výjimečně rozhoduje dovolací soud ve věci sám a řízení tím končí.
Proti rozhodnutí dovolacího soudu nejsou přípustné žádné další opravné prostředky. Lze proti němu případně brojit pouze ústavní stížností, ovšem jen tehdy, pokud v dosavadním řízení objektivně došlo k porušení ústavně garantovaných základních práv a svobod účastníka řízení. Předchozí využití dovolání jak v občanském soudním řízení, tak i v trestním řízení je také podmínkou pro možnost uplatnění a přípustnost ústavní stížnosti.